# Lê Quang Đạo
Lê Quang Đạo (tên khai sinh là Nguyễn Đức Nguyện, 8 tháng 8 năm 1921 – 24 tháng 7 năm 1999), là một chính khách của Việt Nam, ông giữ chức Chủ tịch Quốc hội Việt Nam kiêm Phó Chủ tịch Hội đồng Nhà nước Việt Nam từ năm 1987 đến 1992. Trước đó ông từng giữ các chức vụ Trưởng Ban Khoa giáo Trung ương, Bí thư Thành ủy Hải Phòng, Bí thư Thành ủy Hà Nội, Bí thư Tỉnh ủy Bắc Ninh, Bí thư Trung ương Đảng khóa IV, khóa V.
Ông cũng từng là một tướng lĩnh Quân đội nhân dân Việt Nam, cấp bậc Trung tướng, và từng giữ chức Giám đốc Học viện Chính trị quân đội, Viện trưởng Viện Kiểm sát Quân sự Trung ương, Phó Chủ nhiệm Tổng cục chính trị.

## Tiểu sử
Ông tên thật là Nguyễn Đức Nguyện, sinh ngày 8 tháng 8 năm 1921, quê làng Đình Bảng, huyện Từ Sơn, tỉnh Bắc Ninh nay là phường Đình Bảng, thành phố Từ Sơn, tỉnh Bắc Ninh trong một gia đình có truyền thống yêu nước. Cha ông là cụ Nguyễn Đức Cung (Cụ Thơ La), mẹ ông là cụ Nguyễn Thị Lạc.

## Hoạt động cách mạng
Năm 1938, ông hoạt động trong phong trào Thanh niên Dân chủ ở Hà Nội. Tháng 8 năm 1940, ông gia nhập Đảng Cộng sản Đông Dương, cùng năm chi bộ Cộng sản Đình Bảng được thành lập tại Đền Đô nơi thờ Lý Bát Đế, ông được tín nhiệm bầu làm Bí thư chi bộ Cộng sản đầu tiên của quê hương Đình Bảng. Ông cùng người cậu ruột của mình là Nguyễn Duy Thân cùng hoạt động cách mạng. Giữa năm 1941, ông thoát ly công tác cách mạng, là Bí thư Ban cán sự Đảng của huyện Từ Sơn.
Từ năm 1941 đến năm 1942, ông là Bí thư Ban cán sự Đảng tỉnh Bắc Ninh, Ủy viên Xứ ủy Bắc Kỳ. Đầu năm 1942, xứ uỷ Bắc Kỳ quyết định thành lập Ban Cán sự tỉnh Phúc Yên do ông làm Bí thư. Từ năm 1943 đến năm 1945, ông là Bí thư Ban cán sự Đảng thành phố Hà Nội được thực dân Pháp đặt bí danh Đốc lý đỏ. Ngoài ra ông còn là Ủy viên thường vụ Xứ ủy Bắc Kỳ, biên tập viên các báo "Cứu quốc", "Cờ giải phóng", phụ trách báo "Quyết thắng" và các lớp đào tạo cán bộ Việt Minh ở Chiến khu Hoàng Hoa Thám. Ông còn được giao nhiệm vụ trực tiếp giảng bài ở các lớp bồi dưỡng lý luận về Đảng và công tác cách mạng cho các nhóm cốt cán của Đoàn Thanh niên Cứu quốc Hà Nội và Hội Văn hóa Cứu quốc. Từ tháng 8 năm 1945 đến năm 1946, ông là Chính trị viên Chi đội Giải phóng quân tỉnh Bắc Giang, Bí thư Thành ủy Hải Phòng.
Đến tháng 4 năm 1946, ông là Ủy viên Xứ ủy Bắc Kỳ, Bí thư Thành ủy Hà Nội (từ tháng 4 đến giữa năm 1946), Phó Bí thư Khu ủy khu XI, Bí thư Thành ủy Hà Nội (tháng 11 năm 1947), Bí thư liên tỉnh Hà Nội – Hà Đông ông giữ chức này đến năm 1949 thì đước làm Phó ban Ban Tuyên huấn Trung ương Đảng sau đó ông chuyển sang công tác tuyên huấn bên quân đội.

## Hoạt động trong quân đội
Từ năm 1950 đến năm 1954, ông phụ trách công tác tuyên huấn Chiến dịch Biên giới, là Cục trưởng đầu tiên của Cục Tuyên huấn, Phó Chủ nhiệm chính trị trong Chiến dịch Điện Biên Phủ, quyền Chính ủy Đại đoàn 308 trong cuộc tấn công sang Thượng Lào, Phó trưởng đoàn Quân đội nhân dân Việt Nam trong Ủy ban Liên hiệp đình chiến, Ủy viên Ban Liên hiệp đình chiến Trung ương.
Từ năm 1955 đến năm 1976, ông là Phó Chủ nhiệm Tổng cục Chính trị trực tiếp chỉ đạo công tác tuyên huấn, địch vận đối ngoại của quân đội, Ủy viên thường trực Quân ủy Trung ương (1965–1976). Năm 1961, ông kiêm chức Viện trưởng Viện Kiểm sát quân sự Trung ương. Tại Đại hội Đảng Cộng sản Việt Nam III năm 1961, ông được bầu làm Ủy viên dự khuyết Ban chấp hành Trung ương. Ông thụ phong quân hàm Thiếu tướng vào năm 1959.
Từ năm 1968 đến năm 1972, ông làm Chính ủy các chiến dịch quân sự lớn: Đường 9 - Khe Sanh, Đường 9 - Nam Lào và Trị Thiên giải phóng Quảng Trị. Năm 1974, ông là Ủy viên Thường trực Quân ủy Trung ương và được phong quân hàm Trung tướng, Giám đốc Học viện Chính trị Quân đội. Tại Đại hội Đảng Cộng sản Việt Nam IV năm 1976, ông được bầu làm Ủy viên Ban Chấp hành Trung ương, Ủy viên Ban Bí thư Trung ương Đảng Cộng sản Việt Nam.

### Chuyển sang công tác dân sự
Tháng 6 năm 1978, ông làm Phó Bí thư Thành ủy kiêm Chính ủy Bộ Chỉ huy Quân sự thành phố Hà Nội (nay là Bộ Tư lệnh Thủ đô Hà Nội). Là Phó Bí thư Thường trực Thành ủy Hà Nội, ông đã cùng tập thể Thường vụ Thành ủy lo chạy gạo, mì, chất đốt... cho nhu cầu tối thiểu của người dân. Để tiết kiệm cho công quỹ thành phố, ông đi bộ từ nhà đến cơ quan mang theo một cà mèn cơm như cán bộ nhân viên thời đó. Trong gian nan, ông đã dành nhiều công sức đi xuống các trường đại học, các viện nghiên cứu, nhà máy, xí nghiệp, gặp gỡ lắng nghe ý kiến ở cơ sở để có cái nhìn toàn diện, cụ thể về sự phát triển Thủ đô và từng bước tháo gỡ những khó khăn. Thực tế sinh động là căn cứ quan trọng để ông sớm nhìn nhận ra và đồng tình với quan điểm đổi mới của Trường Chinh trong dự thảo Nghị quyết Đại hội VI của Đảng, bởi vì đó là thời kỳ khởi đầu một bước ngoặt mới trong sự phát triển của đất nước.
Trong 28 năm phục vụ trong quân đội, Lê Quang Đạo đã đem hết tài năng, và sức lực, tâm hồn và trí tuệ xây dựng và chỉ đạo ngành Tuyên huấn quân đội. Ông là một nhà hoạt động tư tưởng và văn hoá xuất sắc của quân đội và của Đảng.

## Làm việc tại Trung ương
Từ 1982, ông là Bí thư Trung ương Đảng, Trưởng ban Khoa giáo Trung ương, phụ trách công tác dân vận khoa giáo và tham gia Đoàn Chủ tịch UBTƯ MTTQ Việt Nam.

Chủ tịch Quốc hội Lê Quang Đạo phát biểu khai mạc Kỳ họp Quốc hội năm 1991

### Chủ tịch Quốc hội, Phó Chủ tịch Hội đồng Nhà nước (1987-1992)
Tại Kỳ họp thứ nhất Quốc hội khóa VIII từ ngày 17 tháng 6 đến ngày 22 tháng 6 năm 1987, ông được bầu làm Chủ tịch Quốc hội, cùng ngày ông được bầu làm Phó Chủ tịch Hội đồng Nhà nước. Ông là người thứ 2 tính đến thời điểm hiện tại kiêm nhiệm chức Phó Chủ tịch trong khi làm Chủ tịch Quốc hội. Đến năm 1988, ông giữ chức Bí thư Đảng đoàn Uỷ ban Trung ương Mặt trận Tổ quốc Việt Nam. Nhiệm kỳ Chủ tịch Quốc hội của ông là thời kỳ đầu của chính sách Đổi mới, gần một năm sau khi ông làm chủ tịch Quốc hội, Luật Đất đai đã được thông qua đồng thời Quốc hội cũng thông qua Luật đầu tư nước ngoài tại Việt Nam. Năm 1990, Quốc hội thông qua Luật công ty và Luật doanh nghiệp tư nhân, cùng năm Việt Nam bình thường hóa quan hệ với Trung Quốc. Trong nhiệm kỳ 1987 đến 1992, cơ chế Hội đồng Nhà nước dần tỏ ra các hạn chế do đó đã tiến hành sửa đổi Hiến pháp năm 1992, theo đó sẽ tiến hành giải thể Hội đồng Nhà nước, tách Uỷ ban Thường vụ Quốc hội ra khỏi Hội đồng Nhà nước và đứng đầu Uỷ ban sẽ là Chủ tịch Quốc hội. Ngày 23 tháng 9 năm 1992, Nông Đức Mạnh kế nhiệm ông làm Chủ tịch Quốc hội.

### Chủ tịch Ủy ban Trung ương Mặt trận Tổ quốc Việt Nam (1994-1999)
Tháng 8 năm 1994, sau gần 2 năm không giữ chức vụ quan trọng nào ông được bầu làm Chủ tịch Đoàn Chủ tịch Ủy ban Trung ương Mặt trận Tổ quốc Việt Nam cho đến khi qua đời vào tháng 7 năm 1999
Ông là Ủy viên Ban Chấp hành Trung ương Đảng Cộng sản Việt Nam từ khóa III đến khóa VI (dự khuyết từ 1960, chính thức từ 1972 đến 1991), Bí thư Trung ương Đảng các khóa IV và V (1976–1986), Đại biểu Quốc hội khóa VIII và IX.

## Qua đời và vinh danh

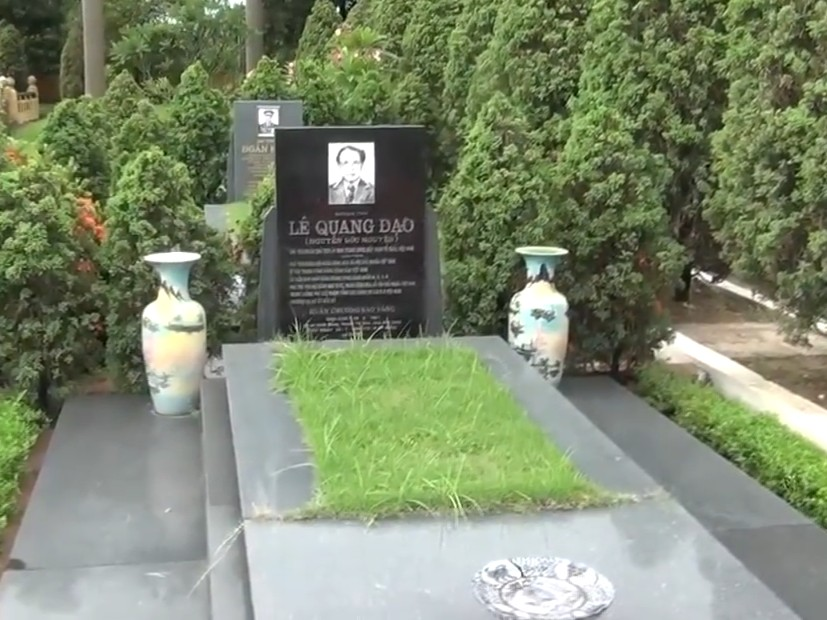
Mộ Lê Quang Đạo

Ông mất ngày 24 tháng 7 năm 1999 tại Hà Nội. Ông được an táng tại Nghĩa trang Mai Dịch, huyện Từ Liêm, TP Hà Nội.
Tên ông đặt cho đường phố ở Hà Nội (nối Lê Đức Thọ với Đại lộ Thăng Long). Ở Huế (từ đường Tố Hữu - phường An Đông) và ở Đà Nẵng (đoạn cắt Phan Tứ đến đoạn cắt Nguyễn Văn Thoại), những tên đường phố này cũng mang tên ông. Tại Từ Sơn, đường Lê Quang Đạo có điểm đầu là đường Đình Bảng và điểm cuối là đường Tam Lư, chạy qua công viên Lý Thái Tổ. Ông được xây dựng nhà lưu niệm tại Bắc Ninh. Tại Thành phố Hồ Chí Minh, đường Lê Quang Đạo (Quốc lộ 22) có điểm đầu là ngã tư An Sương và điểm cuối là cầu An Hạ.

### Gia đình
- Em trai ông là nhà cách mạng Nguyễn Đức Nghiêm (1930-2006)
- Vợ ông là nhà văn Nguyễn Thị Nguyệt Tú, nguyên Giám đốc Nhà xuất bản Phụ nữ
- Con trai: Nguyễn Quang Thắng
- Con trai: Nguyễn Quang Bắc, Thiếu tướng, Tiến sĩ khoa học, nguyên Phó Chủ nhiệm Tổng cục Kỹ thuật.
- Con trai: Nguyễn Quang Tuệ.
- Con gái: Nguyễn Nguyệt Tĩnh.